# Burgstall Schwarze Geis
Der Burgstall Schwarze Geis ist eine abgegangene mittelalterliche Höhenburg auf dem 400 m ü. NHN hohen Schlossberg am nördlichen Ortsrand von Steinberg, einem Gemeindeteil der Gemeinde Wilhelmsthal im Landkreis Kronach in Bayern.
1150 wird mit den Herren von Steinberc der Burgadel genannt, was auf eine Erbauung der Burg im 12. Jahrhundert hinweist. Um das Jahr 1200 geht die Burghut an das Geschlecht der Herren von Ahorn.
Von der ehemaligen Burganlage ist nichts erhalten.